# Терно-д’Изола
Терно-д’Изола (итал. Terno d'Isola) — коммуна в Италии, располагается в регионе Ломбардия, в провинции Бергамо.
Население составляет 6652 человека (2008), плотность населения составляет 2224,75 чел./км². Занимает площадь 3 км². Почтовый индекс — 24030. Телефонный код — 035.
Покровителем коммуны почитается святой мученик Виктор Мавр, празднование 8 мая.

## Демография
Динамика населения:

## Администрация коммуны
- Официальный сайт: http://www.comune.ternodisola.bg.it/